# Canton de Vichy-Sud
Pour les articles homonymes, voir Vichy (homonymie).
Le canton de Vichy-Sud est une ancienne division administrative française située dans le département de l'Allier et la région Auvergne.

## Histoire
Le canton a été créé en 1973 par scission de l'ancien canton de Vichy en deux parties : il était limité au sud par « le boulevard des États-Unis (des numéros 101 et 102 et au-delà), boulevard de Russie et rue du Casino, place Victor-Hugo, avenue du Président-Doumer, place de la Gare, axe de la voie ferrée direction Paris (jusqu'à l'intersection du passage à niveau et rue d'Alsace), rue d'Alsace (des numéros 40 à 60 et 47 à 71), allée Mesdames, avenue de Gramont (à partir de l'allée Mesdames jusqu'à la limite de la commune de Cusset, le côté pair étant rattaché au canton de Vichy-Sud) » ; s'y ajoutait les trois communes d'Abrest, de Saint-Yorre et du Vernet.
En 1985, le périmètre est modifié : ce canton est limité au sud d'une ligne définie par « l'allée Mesdames (à partir de la limite territoriale de la commune de Cusset), rue d'Alsace, rue du Champ-de-Foire, place Jean-Épinat (voie Ouest), boulevard de la Mutualité, place P.-V.-Léger, rue du 11-Novembre, rue Beauparlant, rue de Paris, rue Lucas, rue du Président-Eisenhower, rue du Parc, rue du Casino, boulevard de Russie, boulevard des États-Unis (jusqu'à la rue de Belgique), et par une ligne imaginaire tracée dans l'axe de la rue de Belgique jusqu'à la limite territoriale de la commune de Bellerive-sur-Allier ». Les communes d'Abrest, de Saint-Yorre et du Vernet intègrent le nouveau canton de Cusset-Sud, créé par ce décret de 1985.
Le redécoupage des cantons du département de l'Allier modifie le périmètre de ce canton en incluant les communes d'Abrest et de Saint-Yorre issues du canton de Cusset-Sud. Ce canton devient le canton de Vichy-2,.

## Représentation
| Période | Période | Identité          | Étiquette    | Qualité                                                                                          |
| ------- | ------- | ----------------- | ------------ | ------------------------------------------------------------------------------------------------ |
| 1973    | 2004    | Georges Frelastre | DVD puis UDF | Professeur de droit Conseiller municipal de Vichy Ancien conseiller général de Vichy (1967-1973) |
| 2004    | 2015    | Christian Corne   | UMP          | Médecin conseiller municipal (1983-1989) puis adjoint au maire de Vichy (1989-2014)              |

## Composition
Le canton de Vichy-Sud se composait d’une fraction de Vichy. Il comptait 12 927 habitants (population municipale) au 1er janvier 2012.
| Nom               | Code Insee | Intercommunalité    | Population (dernière pop. légale)               |
| ----------------- | ---------- | ------------------- | ----------------------------------------------- |
| Vichy (chef-lieu) | 03310      | CA Vichy Communauté | Fraction : 12 927(2012) Commune : 25 279 (2014) |

## Démographie
| 1975 | 1982 | 1990   | 1999   | 2006   | 2011   | 2012   |
| ---- | ---- | ------ | ------ | ------ | ------ | ------ |
| -    | -    | 14 147 | 13 521 | 13 391 | 12 872 | 12 927 |